# Казахмыс
Группа «Казахмыс» - вертикально-интегрированный холдинг, ключевые активы которого сосредоточены в горнодобывающей отрасли и цветной металлургии. Была создана и зарегистрирована в форме акционерного общества в августе 1997 года. 14 января 2005 года компания была перерегистрирована из акционерного общества в товарищество с ограниченной ответственностью.
Группа осуществляет свою деятельность в горнодобывающей отрасли, основным видом деятельности группы является добыча и переработка медной руды в катодную медь и медную катанку, аффинаж и реализация драгоценных металлов и другой попутной продукции, получаемой в результате добычи и переработки меди.
В октябре 2014 года Kazakhmys PLC была разделена на частную ТОО «Корпорация „Казахмыс“» и публичную KAZ Minerals Plc, при этом в обеих компаниях контроль принадлежит по-прежнему Владимиру Киму.

## История
В 1913 году в было зарегистрировано «Спасское акционерное общество», глава — англичанин Лесли Уркарт.
Предприятие и рудники были национализированы в 1925 году, ими управлял государственный Атбасарский трест цветных металлов.
В 1943 году завод начал работу в городе Жезказгане.
17 февраля 2025 года на руднике «Жомарт» Жезказганского медеплавильного завода погибло 7 человек. Предварительной причиной обрушения назван выброс природного газа. В связи с трагедией, президент Казахстана Касым-Жомарт Токаев направил телеграмму соболезнования близким погибших, и, 20 числа обратил внимание на недопустимое положение дел в сфере безопасности труда, дав ряд поручений правительству.

## Современное предприятие
Конечным контролирующим участником Группы, с процентом владения 70 % является Ким Владимир Сергеевич. 30 % владения группой принадлежит Эдуарду Викторовичу Огай. С декабря 2022 года руководит компанией Нурахмет Нуриев до 2022 года компанией руководил Эдуард Огай

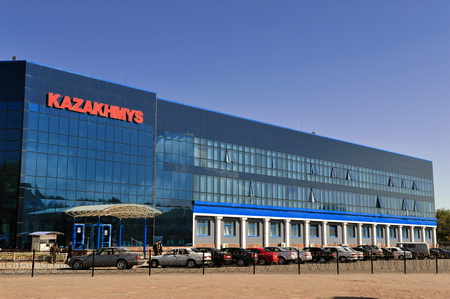
Офис компании в Жезказгане

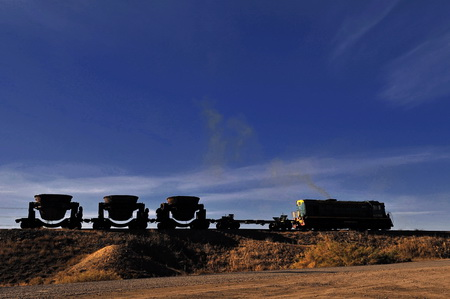
Жезказганский горно-металлургический комбинат

«Казахмыс» занимает 20 место в мире по выпуску меди в концентрате (271 тысяча тонн) и 12 место по производству черновой и катодной меди (377 и 365 тысяч тонн соответственно, с учётом давальческого сырья).
В 2020 году вклад Группы «Казахмыс» позволил Республике Казахстан расположиться на 11 месте мирового рейтинга стран-производителей серебра (279 тонн, 51 % от общего производства в стране).
По генерации электроэнергии Группа по итогам 2020 года занимает 3 место в Республике Казахстан с объёмом производства 7 267,53 млн. кВтч.
Группа Казахмыс владеет 13 действующими рудниками (10 подземными и 3 открытыми), 6 обогатительными фабриками и двумя медеплавильными производственными заводами (Жезказганский и Балхашский медеплавильный завод), один из которых находится на реконструкции, 3 электростанциями (ТОО «ГРЭС Топар», Жезказганская ТЭЦ и Балхашская ТЭЦ) и один угольный разрез ТОО «Казахмыс Коал».
В 2020 году было добыто 28,7 миллионов тонн медной руды. Среднее содержание меди в добытой руде составило 1 %, при плане 0,94 %. Всего за 2020 год обогатительными фабриками «Казахмыса» переработано 31,3 миллионов тонн руды.
В 2020 год Группой произведено:
- катодной меди — 258.36 тысяч тонн, превышение плановых показателей на 745 тонн, за аналогичный период прошлого года — 245,92 тысяч тонн, увеличение на 12,44 тысяч тонн (+5,06 %)[источник не указан 479 дней]
- золота в слитках 5.950 кг, за аналогичный период прошлого года 4.428 кг, увеличение на 1.522 кг (+34,4 %)[источник не указан 479 дней]
- серебра в слитках и гранулах 262,18 кг, за аналогичный период прошлого года — 223,47 кг, увеличение на 38,71 кг (+17,32 %).[источник не указан 479 дней]

Доход Группы от реализации катодной меди составил за 2020 год составил 583,871 млн тенге, EBITDA в 2020 году составил 249,610 млн тенге.

## Структура
Дочерние организации:
- ТОО «Kazakhmys Smelting» (Казахмыс Смэлтинг)
- ТОО «Kazakhmys Distribution»
- ТОО «Kazakhmys Maintenance Services»
- ТОО «Kazakhmys Energy» (Казахмыс Энерджи)
- ТОО «KAZ GREEN ENERGY»
- ТОО «Главная распределительная энергостанция Топар»
- ТОО «Kazakhmys Coal» (Казахмыс Коал)
- ТОО «Kazakhmys Barlau»
- ТОО «Maker» (Мэйкер)
- ТОО "Казфосфат

## Налогообложение
По данным независимого открытого сервиса "Бизнес Аналитик"  компания "Kazakhmys Copper" выплатила в бюджет Республики Казахстан следующие суммы:

#### 2017-2024 год
| Период | Сумма налоговый отчислений (тенге) |
| ------ | ---------------------------------- |
| 2017   | 1060100                            |
| 2018   | 2412500                            |
| 2019   | 2496524                            |
| 2020   | 2750427                            |
| 2021   | 2492102                            |
| 2022   | 2695357                            |
| 2023   | 3093335                            |
| 2024   | 2108511                            |

Компания ТОО "КОРПОРАЦИЯ КАЗАХМЫС"

#### 2014-2024 год
| Период | Сумма налоговых отчислений |
| ------ | -------------------------- |
| 2014   | 15434134500                |
| 2015   | 15116802246,99             |
| 2016   | -29020678654,1             |
| 2017   | 21941802033,5              |
| 2018   | 45756668333                |
| 2019   | 33605720168,4              |
| 2020   | 17127614993,4              |
| 2021   | 104057407226               |
| 2022   | 109266197488,3             |
| 2023   | 100489761595,9             |
| 2024   | 62438080381,8              |